# Johan II av Pfalz-Simmern
Johan II av Pfalz-Simmern, född 1492, död 1557, greve av Simmern 1509-1557, son till Johan I av Pfalz-Simmern och Johanna av Nassau-Saarbrücken.
Gift med Beatrice av Baden.

## Barn
1. Fredrik III av Pfalz-Simmern